# نورمان غراي
نورمان غراي هو لاعب هوكي الجليد كندي، ولد في 1930 في تورونتو في كندا، وتوفي في 22 أكتوبر 2008.